# Cérebro in vitro

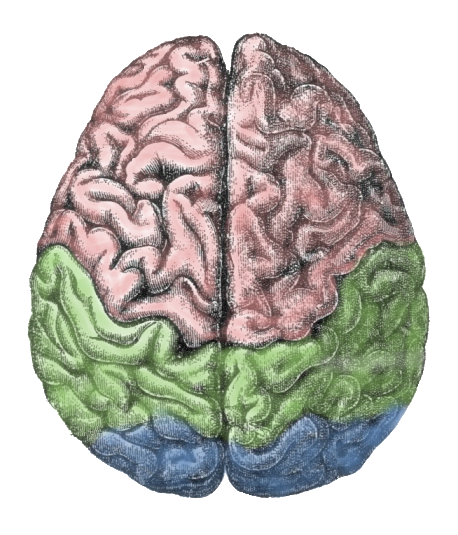
O cérebro humano com seus lobos destacados.

Na ciência, um cérebro in vitro, ou cérebro isolado, é um cérebro mantido vivo fora de um organismo biológico, seja por perfusão artificial de um substituto do sangue (sangue artificial) muitas vezes usando uma solução oxigenada de vários sais, ou submergindo o cérebro em líquido cefalorraquidiano (LCR) artificialmente oxigenado. É o equivalente biológico do cérebro em uma cuba, um conceito relacionado, ligando o cérebro ou a cabeça ao sistema circulatório de outro organismo, chamado de transplante de cabeça. No entanto, um cérebro isolado é mais tipicamente ligado a um dispositivo de perfusão artificial do que a um corpo biológico.
Cérebros de organismos diferentes já foram mantidos vivos in vitro durante horas, em alguns casos por dias, como o sistema nervoso central dos animais invertebrados é frequentemente mantido com facilidade, pois precisam de menos oxigênio e, em maior medida, obtêm seu oxigênio do líquido cefalorraquidiano, por essa razão, seus cérebros são mais facilmente mantidos sem perfusão. Por outro lado os cérebros de mamíferos têm um grau muito menor de sobrevivência sem perfusão, sendo assim geralmente usado o sangue artificial.
Por razões metodológicas, a maioria das pesquisas em cérebros isolados de mamíferos foi feita com porquinhos-da-índia. Esses animais têm uma artéria basilar significativamente maior (uma das principais artérias do cérebro) em comparação com ratos e camundongos, o que torna a intubação (para fornecer o LCR) muito mais fácil.

## História
- 1812 – Julien Jean C. Le Gallois (também conhecido por Legallois) apresentou a ideia original de ressuscitar cabeças decepadas através do uso da transfusão de sangue.[3]
- 1818 – Mary Shelley publicou Frankenstein, ou o moderno Prometeu.
- 1836 – Astley Cooper demostrou em coelhos que a compressão das artérias carótidas e vertebrais leva à morte do animal, e que essas mortes podiam ser evitadas se a circulação do sangue oxigenado no cérebro fosse restaurada rapidamente.[4]
- 1857 – Charles Brown-Séquard decapitou um cachorro, esperou dez minutos, prendeu quatro tubos de borracha nos troncos arteriais da cabeça e injetou oxigênio contendo sangue por meio de uma seringa. Dois ou três minutos depois, os movimentos voluntários dos olhos e dos músculos do focinho retomaram, mas após cessar a transfusão de sangue oxigenado, eles pararam.[5]
- 1887 – Jean Baptiste Vincent Laborde fez o que pareceu ser a primeira tentativa registrada de reviver cabeças de criminosos executados conectando a artéria carótida da cabeça humana decepada à artéria carótida de um cão grande.[6] De acordo com o relato de Laborde, em experimentos isolados, uma restauração parcial da função cerebral foi alcançada.[6]
- 1912 – Corneille Heymans manteve viva a cabeça isolada de um cachorro ligando a artéria carótida e a veia jugular da cabeça cortada à artéria carótida e à veia jugular de outro cão. O funcionamento parcial na cabeça decepada foi mantido por algumas horas.[7]
- 1928 – Sergey Bryukhonenko mostrou que a vida poderia ser mantida na cabeça de um cachorro, ligando a artéria carótida e a veia jugular a uma máquina de circulação artificial.[8][9][10]
- 1963 – Robert J. White isolou o cérebro de um macaco e o conectou ao sistema circulatório de outro animal.[11]
- 1993 – Rodolfo Llinás cultivou o cérebro de um porquinho-da-índia em um sistema de profusão fluídica in vitro, o cérebro sobreviveu por alguns dias o que indica que as condições eram muito semelhantes às descritos in vivo.[12]

## Uso na tecnologia
Alguns "cérebros" biológicos isolados, cultivados a partir de neurônios que foram originalmente separados, já foram desenvolvidos. Estes tipos de cérebro não são a mesma coisa que os cérebros orgânicos, mas foram usados para controlar alguns sistemas robóticos simples.
Em 2004, Thomas DeMarse e Karl Dockendorf fizeram um "controle de voo adaptativo com redes neurais vivas em matrizes de microeletrodos".
Equipes do Instituto de Tecnologia da Geórgia e da Universidade de Reading criaram entidades neurológicas integradas a um corpo robótico. O cérebro recebeu informações dos sensores no corpo do robô e a saída resultante do cérebro forneceu os sinais motores da máquina.